# Dikkenberg
Dikkenberg is een landgoed van 140 ha rondom de voormalige zandafgraving Kwintelooyen ten noorden van Remmerden in de gemeente Rhenen. Het natuurgebied ligt tussen landgoed Kwintelooyen en Plantage Willem III. Het is in gebruik als dagrecreatiegebied. 
Op het landgoed ligt tabaksboerderij Klein Dikkenberg. Reeds in de zestiende eeuw wordt het landgoed Dickenberch of Dikkenberg genoemd. Op een perceel grond van de stichting Gast- en Weeshuis stonden twee boerderijen langs verbindingspaden tussen de Oude Veensegrindweg en de Cuneraweg. De meest noordelijke boerderij heette Klein Dikkenberg, de andere groot Dikkenberg. De verbindingspaden zijn naar deze twee boerderijen vernoemd. Beide wegen zijn afgesloten voor alle verkeer. 